# Rue de Metz (Paris)
Pour les articles homonymes, voir Rue de Metz.
La rue de Metz est une voie du 10e arrondissement de Paris, en France.

## Situation et accès

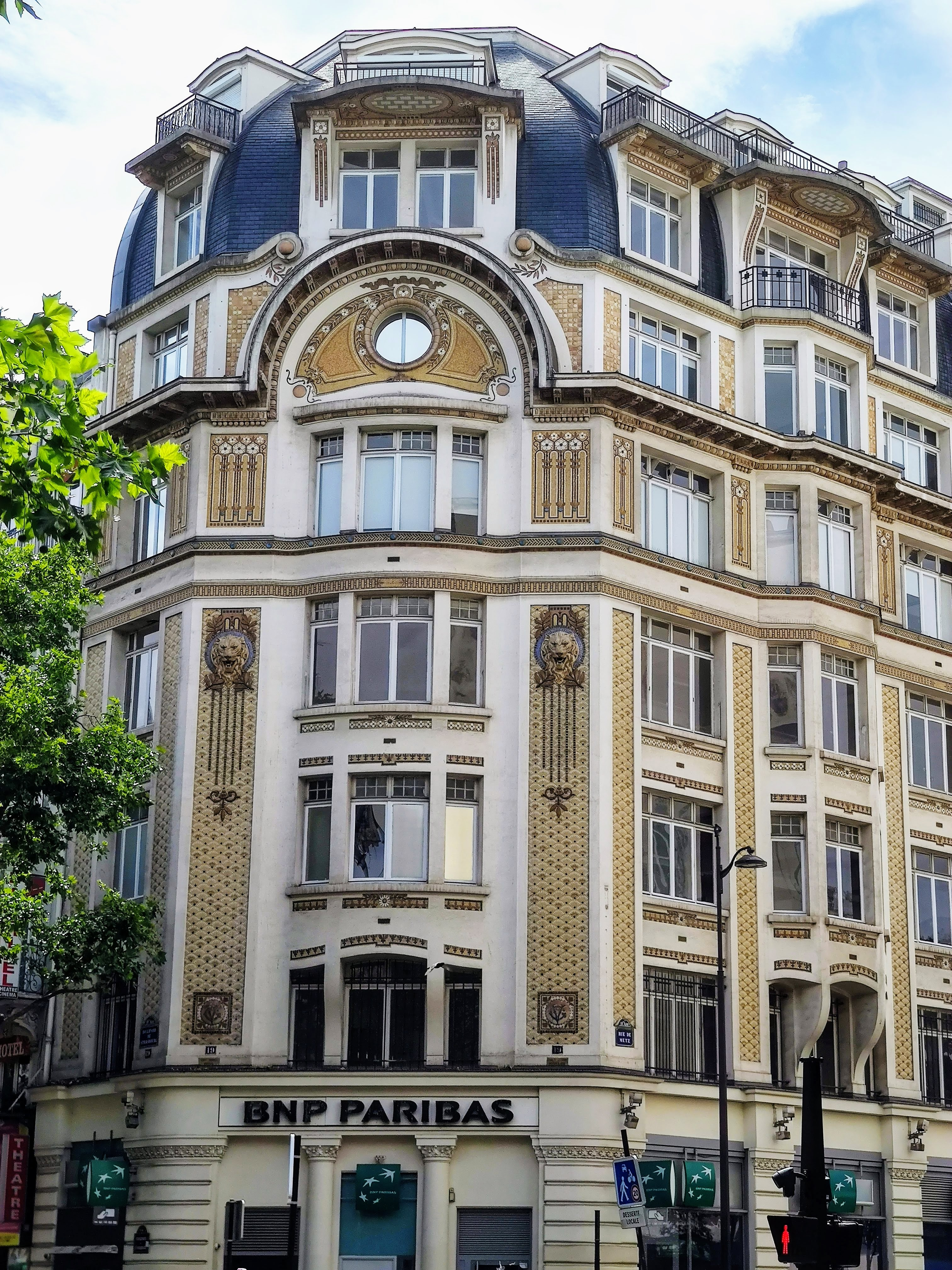
Immeuble à l'angle du boulevard de Strasbourg et de la rue de Metz.

La rue de Metz est une voie publique située dans le 10e arrondissement de Paris. Elle débute au 19, boulevard de Strasbourg et se termine au 24, rue du Faubourg-Saint-Denis, dans le prolongement de la rue de l'Échiquier.
Elle est desservie à quelque distance par la ligne 4 à la station Château d'Eau.
Il ne faut pas la confondre avec le quai de Metz situé dans le 19e arrondissement.

## Origine du nom
La rue de Metz tient son nom de la ville de Metz, annexée avec l'Alsace-Lorraine par l'empire d'Allemagne à l'issue de la guerre de 1870 et restituée à la France par le traité de Versailles, le 28 juin 1919.

## Historique
Cette voie, qui est ouverte par un décret du 30 janvier 1912, prend son nom actuel en 1920.

## Bâtiments remarquables et lieux de mémoire

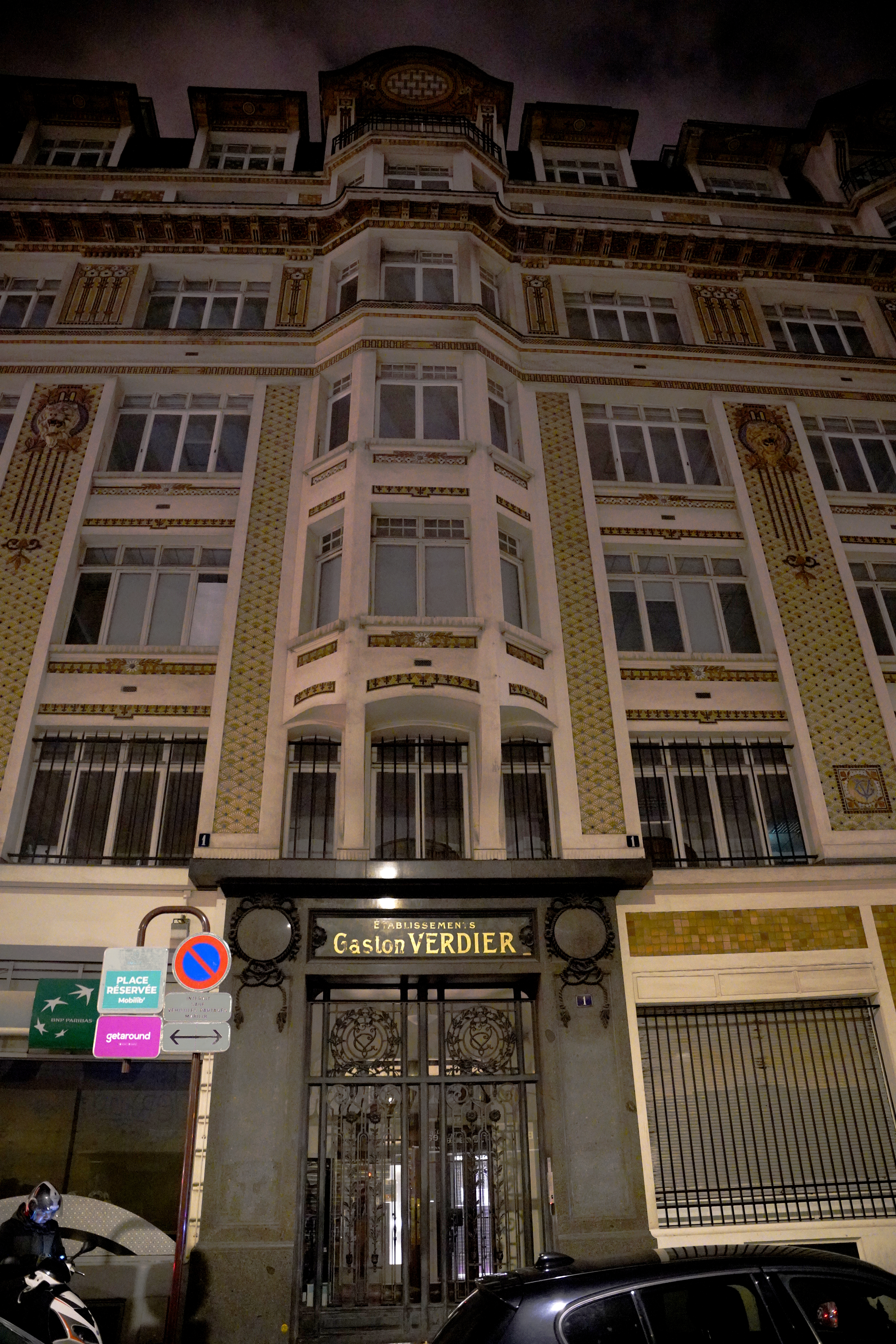
No 1 : immeuble des établissements Gaston Verdier.

- No 1 (et 19, boulevard de Strasbourg) : immeuble de bureaux construit en 1914-1916 par l’architecte Charles Lefebvre. Les céramiques sont l’œuvre de l’entreprise Gentil et Bourdet[1].
- Nos 3-5 : bâtiment haussmannien de 3 500 m2 construit par les architectes E. Besse et P. Savary, comme indiqué en façade, restructuré en 2023-2024 pour en faire un immeuble de bureaux[2].